# Roman Lechowicz
Roman Lechowicz, pseud. Piękny Roman (ur. 27 września 1963 w Ostrowie Wielkopolskim) – polski muzyk, gitarzysta zespołów Big Cyc i Czarno-Czarni.
W 1985 dołączył do zespołu Rokosz Jacka „Dżej Dżeja” Jędrzejaka i Jarosława „Dżery’ego” Lisa. W 1988 trójka muzyków wspólnie ze Skibą utworzyła zespół Big Cyc. Od 1996 Piękny Roman, Dżej Dżej i Dżery wspólnie z wokalistą zespołu Bielizna – Jarkiem „Doktorem” Janiszewskim stworzyli nowy projekt muzyczny – Czarno-Czarni.
Brał udział w nagraniach wszystkich płyt Big Cyca i Czarno-Czarnych.